# Angical
Angical est une municipalité brésilienne de l'État de Bahia et la microrégion de Cotegipe.